# Cesare Tarrini
Cesare Tarrini (Chianni, 1885 – Livorno, 1953) è stato uno scultore italiano.

## Biografia
Ha iniziato la sua carriera artistica come modesto intagliatore di legno nel suo paese natale in provincia di Pisa. Successivamente, si è trasferito a Livorno nei primi anni del Novecento, focalizzandosi sulla creazione di piccole statuette caricaturali. Il suo talento è stato notato da Gino Saviotti, uno scrittore che frequentava l'ambiente artistico post-macchiaiolo e il Gruppo Labronico.
Presentato da Saviotti nel catalogo della mostra del Gruppo Labronico alla Galleria Pesaro di Milano nel 1924, Tarrini ha guadagnato attenzione e successo critico e pubblico per le sue prime sculture esposte in una vetrina a Livorno. Le opere giovanili di Tarrini sono state descritte da Saviotti come spontanee, briose e fresche. Dopo la Prima guerra mondiale, Tarrini ha deciso di passare dalla scultura in legno a materiali più nobili come il marmo e il bronzo, diventando uno dei principali rappresentanti della scultura naturalista a Livorno negli anni Venti.
Facendo parte del Gruppo Labronico, Tarrini ha continuato a eccellere nella caricatura, producendo anche piccoli gruppi satirici noti anche all'estero. Integrando il naturalismo macchiaiolo con un tocco personale, ha realizzato ritratti di amici pittori e opere sacre. Utilizzando legno, bronzo e marmo, ha creato numerose statuette che rappresentavano la vita quotidiana e soggetti affascinanti come le Scimmie in terracotta.
Partecipando a varie mostre, tra cui la Fiorentina Primaverile e la Mostra dei Pittori e Scultori livornesi, Tarrini ha ottenuto riconoscimento per le sue sculture. Nel 1929, ha tenuto una personale nel suo studio, recensita positivamente per quattordici altorilievi in legno raffiguranti la Via Crucis per la Collegiata di San Secondo di Asti. Attivo fino agli anni Quaranta, ha partecipato anche a mostre più tarde, esponendo opere come "I miei frugoli" e "Maternitet". Cesare Tarrini è morto a Livorno nel 1953, all'età di sessantotto anni.